# Andreas Wiebe (Politiker)
Andreas Wiebe (* 11. Juni 1957 in Bielefeld) ist ein deutscher Regional-Politiker und war zwischen 2011 und 2023 Leiter des Landesbetriebs Wald und Holz NRW. 

## Ausbildung und Beruf
Andreas Wiebe studierte von 1976 bis 1985 an der Universität Hannover Bauingenieurwesen in der Fachrichtung Wasserbau. Während des Studiums ging er für ein halbes Jahr in ein Entwicklungshilfeprojekt nach Tansania und war Finanzreferent des AStA.
Nach dem Studium begann er seinen Beruf in der Stadtreinigung in Bielefeld, deren Leiter er 1988 wurde. Unter seiner Federführung wurde das Abfallkonzept für die Stadt Bielefeld entwickelt.
1997 wechselte er als Stadtkämmerer nach Hamm. Von 2001 bis 2005 war er Regierungspräsident im Regierungsbezirk Detmold. Nach dieser politischen Aufgabe arbeitete er für das Kommunalberatungsunternehmen GECON GmbH und Ökon Management GmbH in Mannheim und Bielefeld. Er ist Aufsichtsratsvorsitzender der fairPla.net eG.  Zwischen 2011 und 2023 leitete er den Landesbetrieb Wald und Holz NRW.

## Politik
Andreas Wiebe, seit 1994 Mitglied von Bündnis 90/Die Grünen, war Regierungspräsident im Regierungsbezirk Detmold von 2001 bis 2005. Er war damit Nachfolger der ersten Regierungspräsidentin von der Partei Bündnis 90/Die Grünen, Christa Vennegerts, die aus gesundheitlichen Gründen vorzeitig zurücktrat. Den Grünen stand als der kleineren Koalitionspartei in NRW nach den Wahlen aus Proporzgründen ein Regierungspräsidium zu. Nach der Landtagswahl von 2005 verlor er sein Amt an Marianne Thomann-Stahl von der FDP.
Als eine seiner Hauptaufgaben als Regierungspräsident betrachtete er den Bürokratieabbau. Der Regierungsbezirk Detmold ist deshalb eine der Modellregionen zum Bürokratieabbau in Deutschland.
Im Jahr 2011 wurde er als grünes Parteimitglied vom grünen Umweltminister des Landes NRW Johannes Remmel zum Leiter des Landesbetriebes Wald und Holz NRW ernannt. Diese Position hatte er bis zu seinem Eintritt in den Ruhestand im Jahr 2023 inne.
Anfang 2013 geriet er als Jäger in die Schlagzeilen und war Thema einer Fragestunde im Landtag Nordrhein-Westfalens, da ihm vorgeworfen wurde, unter anderem einen Rehbock innerhalb der Schonzeit geschossen zu haben. Umweltminister Remmel erklärte während der Fragestunde, Wiebe hätte den Bock irrtümlich für ein weibliches Tier gehalten, den Vorfall unverzüglich angezeigt und das fällige Bußgeld bezahlt.